# Nenadići
Nenadići (lok. čak. Nenadić) je selo na otoku Krku.

## Smještaj
Nenadić se nalazi na zapadnom dijelu otoka Krka u kraju koji se naziva Šotovento (od tal. riječi soto-ispod, vento-vjetar). Naime, okolna brda Vrhure (238 mnm), Kukurik (176 mnm), Klobučac (106 mnm), Škrlat (144 mnm) zaštićuju taj predio otoka od udara bure. Nije priobalno naselje nego je u unutrašnjosti otoka. 
Naselje je smješteno neposredno uz važnu državnu cestu D104 koja vodi do trajektnog pristaništa Valbiska. Odmah s druge strane ceste je susjedno selo Bajčić. Niti kilometar zapadno je selo Poljica, župno središte ovog dijela Šotoventa. Obližnja Malinska je udaljena oko 6 kilometara, a Krk oko 9.
Iako se nalaze na području Grada Krka, imaju poštanski broj Malinske kao i veći dio Šotoventa.

## Povijest
Nastanak Nenadića je povezan s doseljavanjem vlaškog (murlačkog) življa koje je sredinom 15. st. s Velebita na područje Šotoventa i Dubašnice dao naselit tadašnji vladar otoka, Ivan VIII. Frankapan.

## Stanovništvo
Prema posljednjem popisu stanovništva iz 2001. godine, u Nenadiću je živjelo 125 stanovnika.
Kretanje broja stanovnika od prvih mjerenja 1857. g. bilježi nekoliko različitih etapa. Prvo je bila faza rasta u drugoj polovini 19. st. i početkom 20. st. uz iznimku popisa iz 1900. g. kada je zabilježen pad broja stanovnika. Nakon tog dugog razdoblja porasta broja stanovnika, zabilježen je i povijesni maksimum od 168 žitelja 1921. g. Nakon toga slijedi kontinuirani period pada broja stanovnika na njih 111 1981. g. na prijelazu iz 20. u 21. st. broj stanovnika je varirao; 1991. g. 147 žitelja, a 2001. g. 125.
| broj stanovnika | 88    | 97    | 134   | 160   | 141   | 160   | 168   | 136   | 127   | 122   | 120   | 111   | 125   | 147   | 125   | 157   | 164   |
|                 | 1857. | 1869. | 1880. | 1890. | 1900. | 1910. | 1921. | 1931. | 1948. | 1953. | 1961. | 1971. | 1981. | 1991. | 2001. | 2011. | 2021. |

## Gospodarstvo
Iako je Nenadić kroz povijest bila posve poljoprivredno selo, a i danas ratarstvo i stočarstvo imaju važnu ulogu u gospodarstvu mjesta, posljednjih godina je povećan broj obrta. 
U Nenadiću radi i najveći prehranbeni pogon na otoku koji se uspješno bavi preradom ribljim proizvoda.
Budući da je jedno od najudaljenijih naselja od mora na otoku Krku, nema razvijenu turističku djelatnost.

## Vanjske poveznice
- Službene stranice grada Krka
- Službene stranice Turističke zajednice Grada Krka